# Conjunto Megalítico de Felgueiras

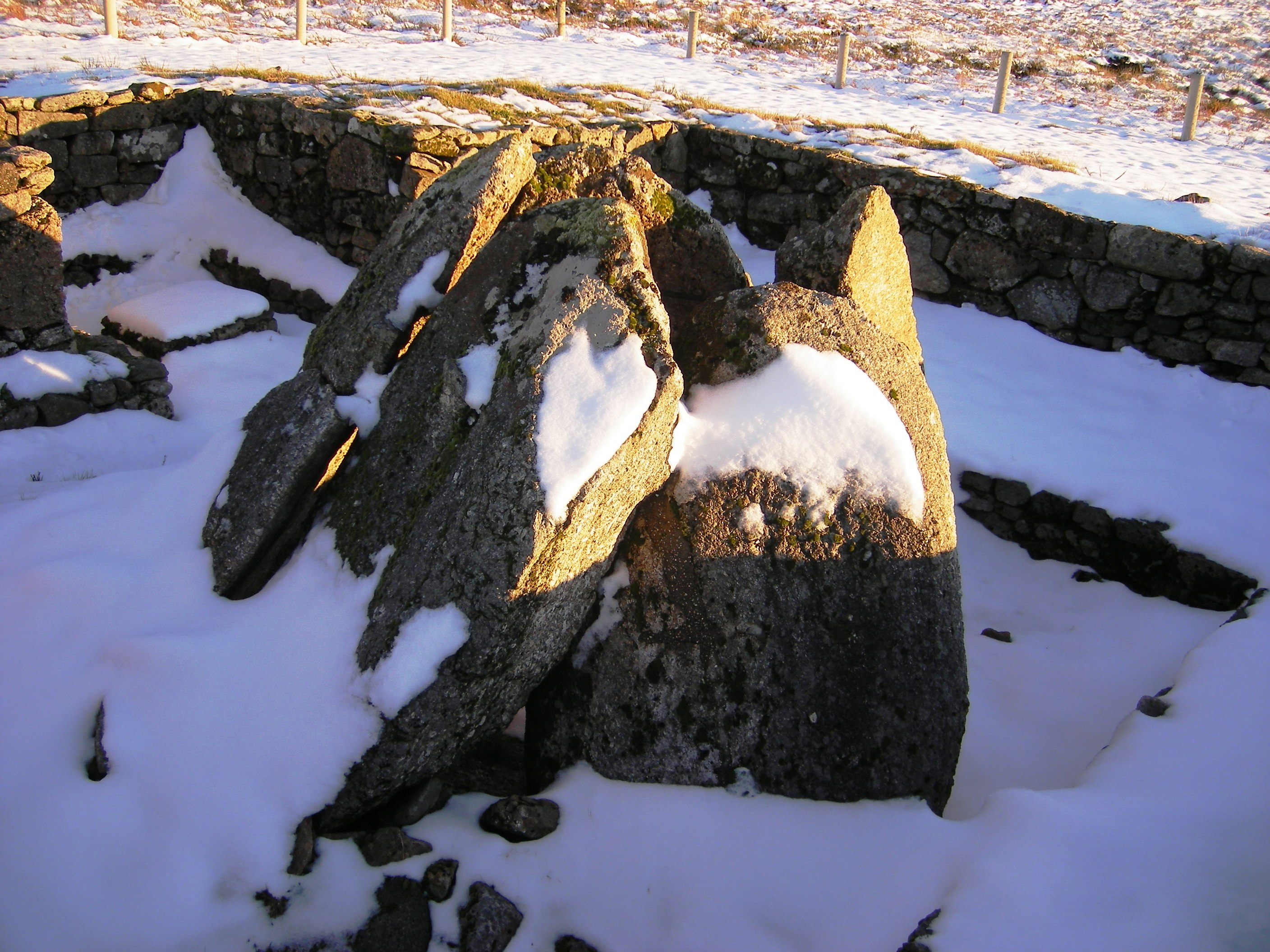
Dólmen de São Cristóvão

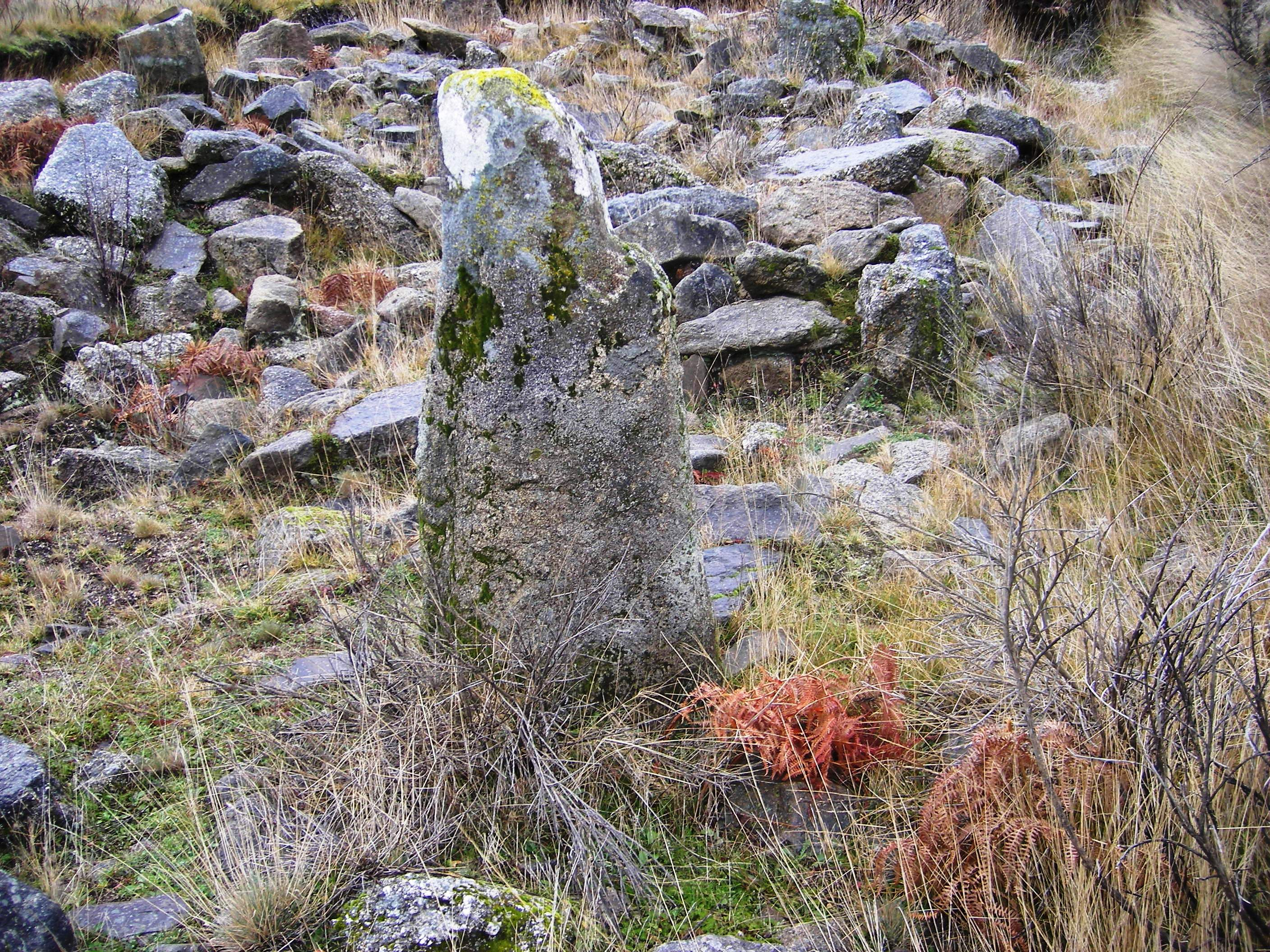
Recinto megalítico

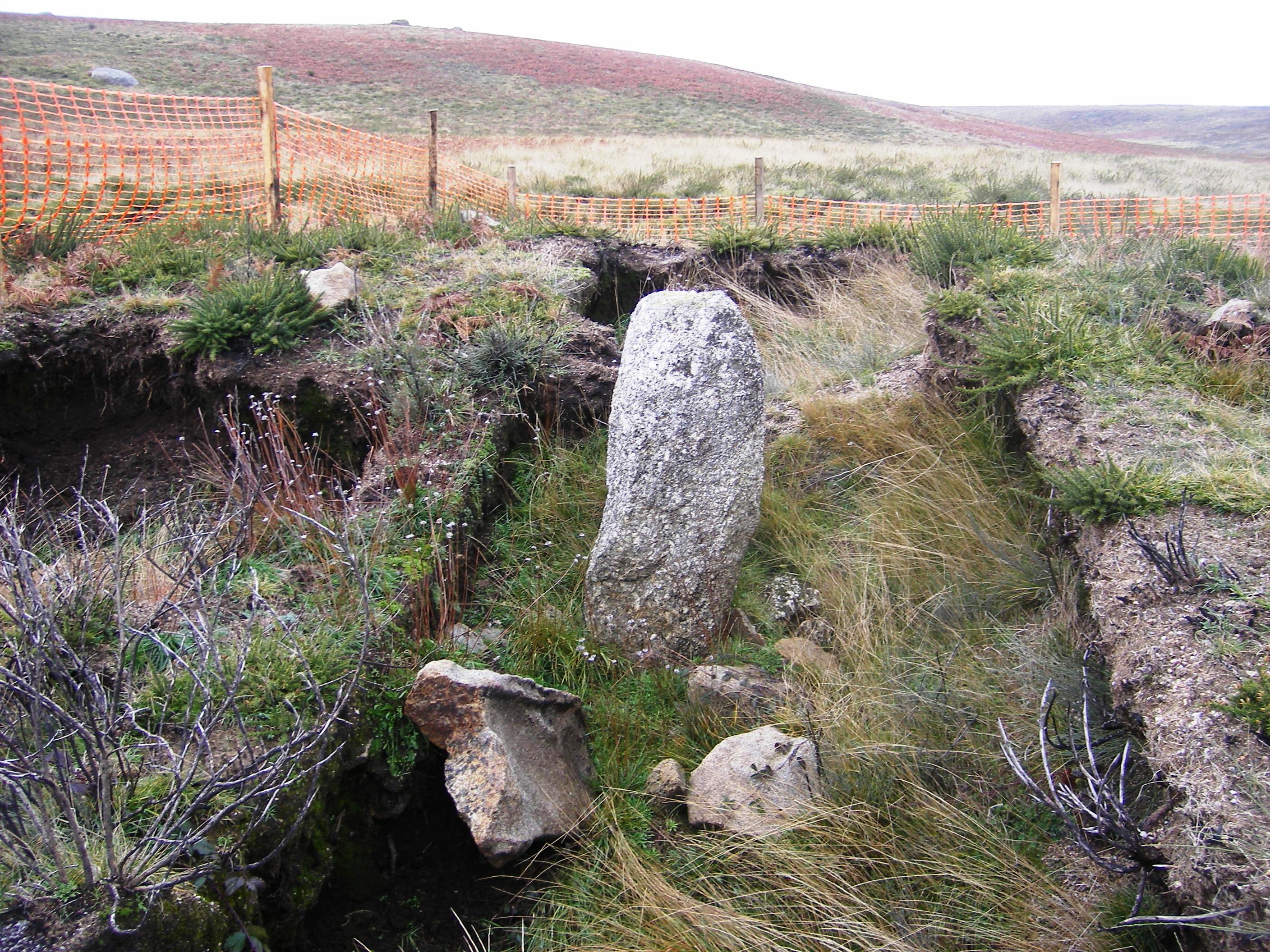
Recinto Megalítico

O Conjunto Megalítico de Felgueiras é um conjunto de estruturas megalíticas pertencentes ao Neolítico. Fica em  Felgueiras (Resende), no lugar do Monte de São Cristóvão.
O conjunto está constituído por antas (ou dólmens), mamoas e cromeleques em (alinhamento).
Está classificado pelo Estado Português como Imóvel de Interesse Municipal desde 1997.